# Султан Ягуб
Султан Ягуб (азерб. Sultan Yaqub, перс. سلطان یعقوب‎; настоящее имя Гияс ус-Салтанэ Абу-л-Музаффар Султан Ягуб-хан) (1464 — 14 декабря 1490) — третий султан государства Ак-Коюнлу (1478—1490), сын Узун-Хасана, поэт, писавший на азербайджанском языке.

## Биография

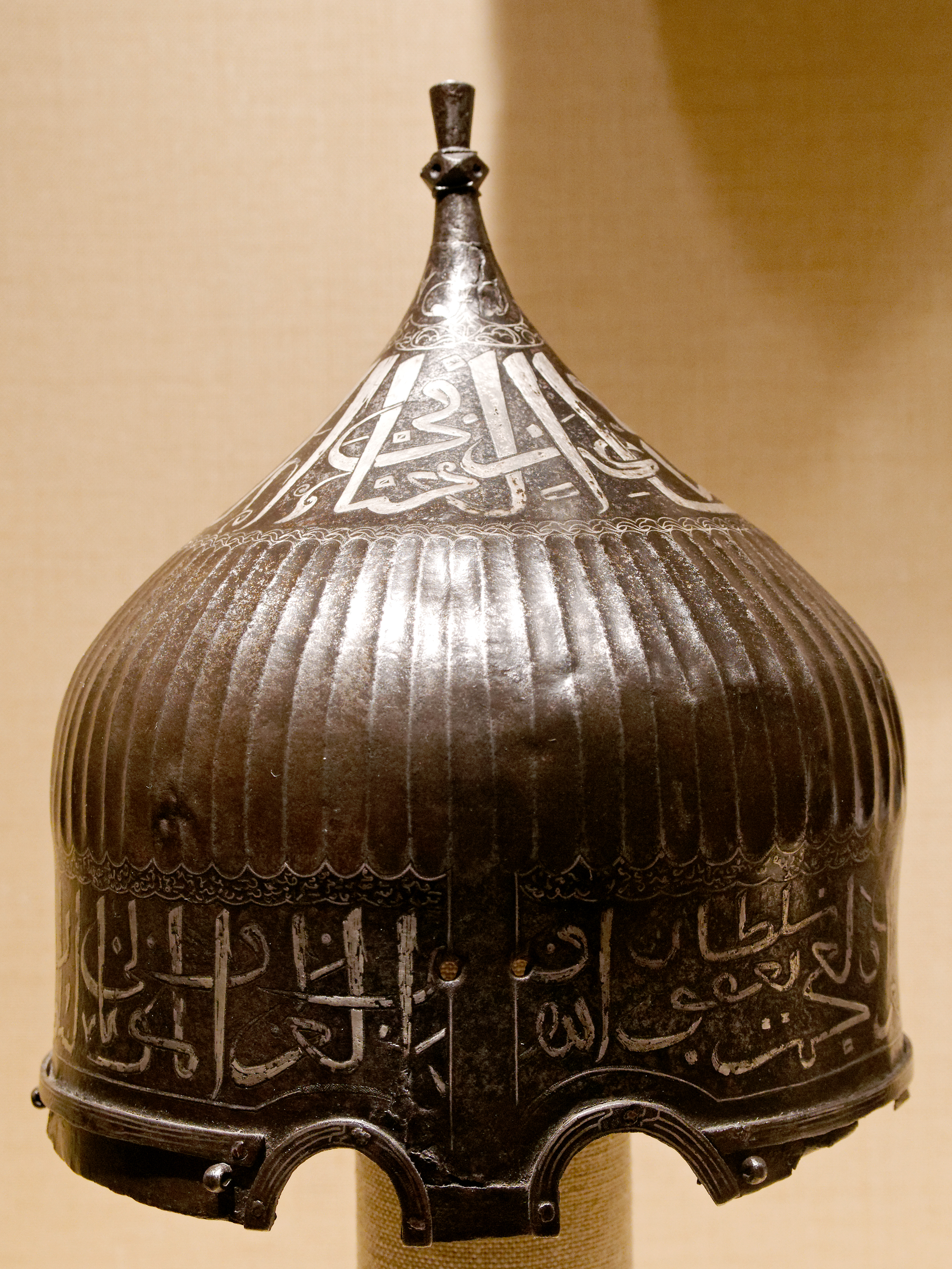
Шлем XV века с выгравированным на ней именем Султана Ягуба. Метрополитен-музей

Один из сыновей Узун-Хасана (1423—1478), 1-го султана государства Ак-Коюнлу (1453—1478). Родился в 1464 году в Диярбакыре. В январе 1478 года после смерти отца новым султаном Ак-Коюнлу стал старший брат Якуба — Султан-Халил (? — 1478), бывший наместник Фарса. От него Султан Ягуб получил наместничество в Диярбакыре. Впрочем, вскоре вмешался в борьбу за власть, поскольку против султана взбунтовались братья и другие родственники. Сначала действия Якуба были неудачными, однако в июне 1478 года в битве при городе Хой победил старшего брата, приказав того казнить. После этого Ягуба был объявлен новым правителем под именем Султан-Якуб.
В 1479 году Султан-Ягуб пытался восстановить влияние в Карамане, однако без особого успеха. В 1480 году против султана Ак-Коюнлу выступили мамлюки Египта, которые пытались захватить Урфу. Но войска Ак-Коюнлу одержали победу. В 1481 году вынужден был подавить мятеж Баяндур-бея в Хамадане. В битве при города Кум Султан-Якуб нанес Баяндур-бею решительное поражение, захватил и казнил. В следующем году подавил восстание в Ширазе.
В этих условиях власти Ак-Коюнлу на Кавказе ослабла. С целью восстановления влияния Султан-Ягуб заключил союз с ширваншахом Фаррух-Ясаром. В 1487 году двинулся в поход против Грузинского царства, нанес поражение царю Картли Константину II, заставив того признать свое превосходство и передать Империю Александру II, который также признал вассальную зависимость от Ак-Коюнлу. В 1488 году Султан-Ягуб двинулся на помощь Ширвану, которого атаковал Шейха Гейдара из рода Сефевидов, которому было нанесено поражение в области Табарасан.
Скончался 14 декабря 1490 года в своей ставке в Карабахе. Подозревали, что его отравила жена. Его преемником на султанском престоле стал сын Султан-Байсонкур.
Султану Ягубу посвящена матнави (поэма) азербайджанского поэта Хатаи Тебризи «Юсуф ва Зулейха», написанная в 80—90-х гг. XV века. Истории правления Султана Ягуба посвящён исторический труд «Тарих-и аламара-йи Амини» персидского путешественника и историка Фазлаллаха ибн Рузбихана.